# Бодо, Марк Антуан
Марк Антуа́н Бодо́ (фр. Marc Antoine Baudot) (18 марта 1765, Льерноль, Алье – 23 марта 1837, Мулен (Алье)) — политический деятель Великой французской революции, депутат Законодательного собрания и Национального Конвента.

## Биография
Сын фермера Жан-Мари Бодо. Закончил медицинский колледж и стал врачом в Шароле. С началом Революции вступил в Общество друзей Конституции (Якобинский клуб) Шароля, в котором был секретарём.
Избран депутатом  Законодательного собрания, а затем Национального Конвента от департамента Сона и Луара. Присоединился к монтаньярам, на судебном процессе над Людовиком XVI голосовал за казнь короля в 24 часа. Энергичный комиссар Конвента в Тулузе и Восточных Пиренеях, где казнил эмигрантов, неприсягнувших священников и федералистов. Поддержал декрет о переплавке всех колоколов в орудия. Сопровождая Э. Лакоста в Рейнскую и Мозельскую армии, участвовал в сражении при Кайзерслаутерне (ноябрь 1793 года).
21 октября 1793 года в письме к Комитету общественного спасения жаловался вместе с другими депутатами-комиссарами, что «комиссары Исполнительного совета почти все интриганы, и те, которых Вы послали на юг принять звание представителей народа, ведут себя с наглостью беспрецедентной». По возвращении в Конвент был его секретарём (март 1794 года).
После Термидорианского переворота послан комиссаром в Восточно-Пиренейскую армию. Выступал против термидорианской реакции и был обвинён в «террористической деятельности» во время правления Робеспьера. Спасаясь от ареста, бежал в Венецию и вернулся во Францию после амнистии 26 октября 1795 года. В 1799 году вошёл в военный департамент Бернадота. После увольнения министра ушёл вместе с ним и вернулся к врачебной практике, которой занимался до Революции.
В 1816 году, после Реставрации изгнан из Франции как цареубийца, проживал в Швейцарии и Нидерландах. На родину смог вернуться только после Июльской революции 1830 года. Оставил мемуары, которые были опубликованы в 1893 году.